# Saint-Méen
Saint-Méen település Franciaországban, Finistère megyében. Lakosainak száma 941 fő (2022. január 1.). Saint-Méen Plouider, Lanhouarneau, Lesneven, Ploudaniel, Plounéventer és Trégarantec községekkel határos.

## Népesség
A település népessége az elmúlt években az alábbi módon változott:
| Lakosok száma | 537  | 446  | 535  | 609  | 869  | 895  | 917  | 926  | 939  | 941  |
|               | 1968 | 1982 | 1990 | 2006 | 2013 | 2015 | 2017 | 2019 | 2020 | 2022 |